# DuPont-Fortuna FC
La società DuPont-Fortuna FC è un club ungherese di calcio a 5 con sede ad Budakalász, ha come principale sponsor l'azienda chimica DuPont. Nella stagione 2007/2008 ha ottenuto la promozione alla massima divisione del Campionato ungherese di calcio a 5, chiamata NB I, dove nella sua prima stagione ha ottenuto un buon sesto posto approdando ai playoff.

## Rosa 2008/2009
| N. |                     | Ruolo | Calciatore        |
| -- | ------------------- | ----- | ----------------- |
| 1  | Ungheria (bandiera) | P     | Ferenc Hegedűs    |
| 22 | Ungheria (bandiera) | P     | Attila Patrovics  |
| 22 | Ungheria (bandiera) | P     | Roland Serfozo    |
| 1  | Ungheria (bandiera) | G     | Peter Hegyi       |
| 2  | Ungheria (bandiera) | G     | Sándor Szabó      |
| 1  | Ungheria (bandiera) | G     | András Kovács     |
| 2  | Ungheria (bandiera) | G     | Tamas Kozak       |
| 1  | Ungheria (bandiera) | G     | István Szabó      |
| 2  | Ungheria (bandiera) | G     | Laszlo Sandor     |
| 1  | Ungheria (bandiera) | G     | Barna Toth        |
| 2  | Ungheria (bandiera) | G     | Krisztian Kovacs  |
| 1  | Ungheria (bandiera) | G     | Csaba Moll        |
| 2  | Ungheria (bandiera) | G     | Zsolt Attila Nagy |
| 3  | Ungheria (bandiera) | G     | Norbert Feher     |

| N. |                     | Ruolo | Calciatore         |
| -- | ------------------- | ----- | ------------------ |
| 4  | Ungheria (bandiera) | G     | Peter Molnar       |
| 5  | Ungheria (bandiera) | G     | Attila Nagy        |
| 7  | Ungheria (bandiera) | G     | Jozsef Barnacz     |
| 8  | Ungheria (bandiera) | G     | Adam Lukacs        |
| 8  | Ungheria (bandiera) | G     | Csaba Bodog        |
| 9  | Ungheria (bandiera) | G     | David Gauland      |
| 9  | Ungheria (bandiera) | G     | Imre Ugraii        |
| 10 | Ungheria (bandiera) | G     | Marton Takacs      |
| 13 | Ungheria (bandiera) | G     | Gergo Kertesz      |
| 14 | Ungheria (bandiera) | G     | Attila Turbucz     |
| 19 | Ungheria (bandiera) | G     | Robert Hortobagyi  |
| 20 | Ungheria (bandiera) | G     | Mate Teglas        |
| 20 | Ungheria (bandiera) | G     | Elek Norbert Smiri |